# Chiloglanis carnosus
Chiloglanis carnosus är en fiskart som beskrevs av Roberts och Stewart, 1976. Chiloglanis carnosus ingår i släktet Chiloglanis och familjen Mochokidae. IUCN kategoriserar arten globalt som nära hotad. Inga underarter finns listade i Catalogue of Life.